# Helene Schneider

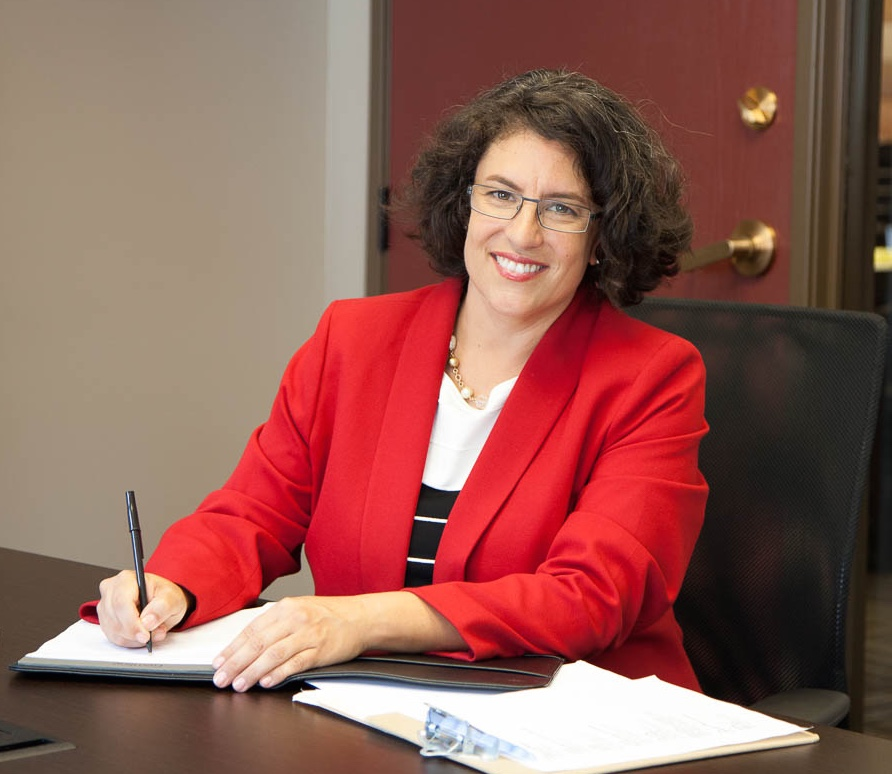
Helene Schneider

Helene Schneider (* 18. November 1970 in New York City) ist eine US-amerikanische Politikerin der Demokratischen Partei und Bürgermeisterin der Stadt Santa Barbara in Kalifornien.

## Werdegang
Schneider besuchte das Skidmore College in Saratoga Springs im Staat New York, bevor sie mit ihrem späteren Ehemann David Greenberg 1992 nach Kalifornien zog. An der University of California, Santa Barbara schloss sie ihre Ausbildung 1997 ab und arbeitete danach als Beraterin für Human Resources.
Ab 2004 war Helene Schneider im Stadtrat von Santa Barbara – als eine von zehn Bewerbern gewann sie einen der drei freien Plätze als einzige weibliche Kandidatin. 2010 siegte sie in der traditionell eher republikanischen Stadt bei den Bürgermeisterwahlen und trat die Nachfolge von Marty Blum an, die nicht mehr kandidierte. Bei den Wahlen im November 2013 wurde Schneider bei nur einem Gegenkandidaten mit 73,3 % im Amt bestätigt.
Wie ihre Vorgängerin im Amt unterstützt sie als Bürgermeisterin von Santa Barbara die 2006 von den früheren Bürgermeistern von New York, Michael Bloomberg, und Boston, Thomas Menino, ins Leben gerufene Initiative Mayors against Illegal Guns.
Als eine von etwa 60 kalifornischen Bürgermeistern fördert sie die Kampagne Freedom to Marry für die Einführung der gleichgeschlechtlichen Ehe USA-weit.
Im April 2015 kündigte sie an, sich bei den Kongresswahlen 2016 um den Sitz der demokratischen Abgeordneten Lois Capps, die nicht mehr zur Wiederwahl antritt, zu bewerben. Der Sitz wurde aber von Salud Carbajal gewonnen.